# Cinémathèque
Cet article possède un paronyme, voir Cinématique.

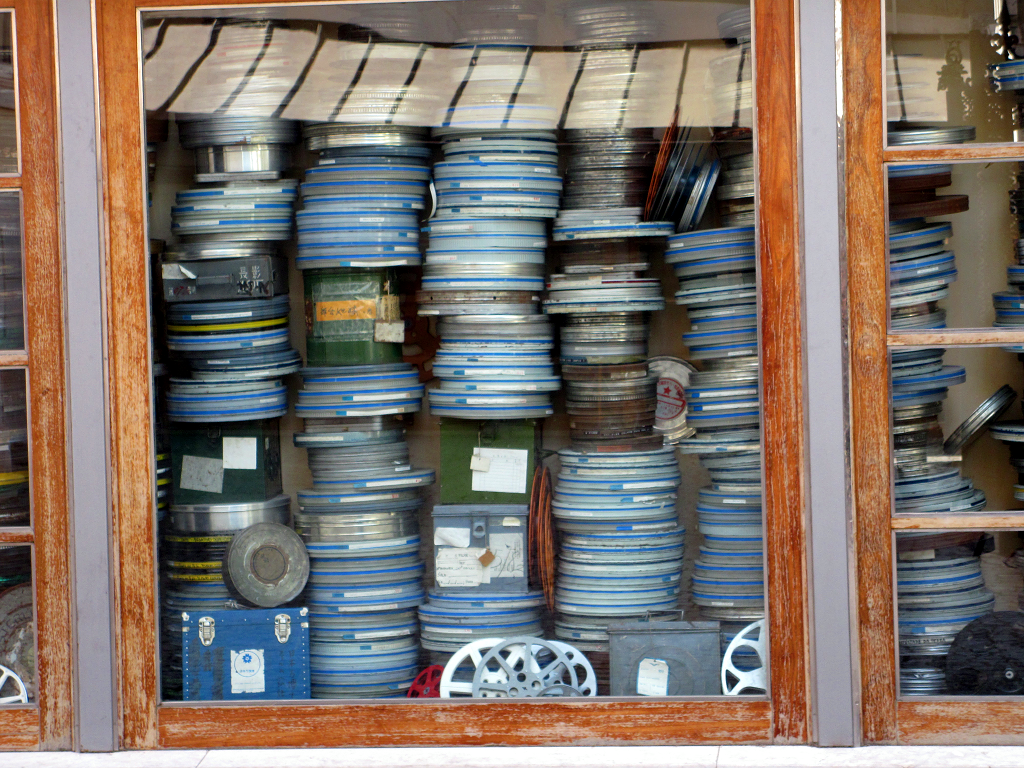
Bobines de films dans une cinémathèque au Portugal.

Une cinémathèque est un organisme chargé de conserver, de restaurer et de mettre à disposition du public le patrimoine cinématographique.

## Historique
Dès 1898, le photographe Boleslas Matuszewski est le premier à évoquer l’idée d’une archive cinématographique. "Il s'agit de donner à cette source peut-être privilégiée de l'histoire la même autorité, la même existence officielle, le même accès qu'aux autres archives déjà connues" Il limite sa vision aux films d’actualités, son intérêt portant sur l’éducation et la préservation de l’histoire. Il exclut les films de divertissement.
Entre 1900 et 1930, plusieurs tentatives et prémices de cinémathèques naissent en Europe, aux États-Unis et en Russie. La « Photothèque-Cinémathèque Albert Kahn » a existé à Paris de 1906 à 1929. Des archives militaires ont été créées en France, en Allemagne et en grande-Bretagne après la Première Guerre mondiale. La cinémathèque de la ville de Paris, à vocation pédagogique, est créée en 1925.
Il faut toutefois attendre les années 1930 et la prise de conscience de la destruction des films au moment du passage au parlant pour que les premières cinémathèques voient le jour. La première cinémathèque naît à Stockholm en 1933, suivi par le Reichsfilmarchiv à Berlin en 1934, puis la National Film Library à Londres et la Film Library au Museum of Modern Art de New York en 1935.
En France, la presse cinématographique, notamment les revues Pour vous et Cinémonde se mobilisent sur le sujet. En 1932, Pour vous lance un appel à sauver les films : "Qui sauvera l'art cinématographique en lui assurant la durée à laquelle il a droit, consécration suprême et indispensable?". L'article "Sauvons les films de répertoire" propose un programme visionnaire : "création d'une cinémathèque où sera gardée la bande originale ainsi que deux copies de celle-ci. Il serait également souhaitable que cette bibliothèque réunisse non seulement des films, mais encore s'applique à constituer des archives de l'art cinématographique : photos, articles, critiques, documents de toute sorte". Dans ce contexte, la Cinémathèque française voit le jour en 1936.
En 1938 est créée la Fédération internationale des archives du film, qui regroupe les institutions consacrées au patrimoine cinématographique. Lors de sa formation, la FIAF comptait 4 membres, en mail 2019 elle rassemblait 90 membres actifs. Son rôle est de faciliter la coopération entre les différentes archives.
Le 27 octobre 1980, la Conférence générale de l'UNESCO adopte la "recommandation pour la sauvegarde et la conservation des images en mouvement" qui reconnaît la necessité de conserver le patrimoine cinématographique : "Les mesures appropriées devraient être prises pour veiller à ce que le patrimoine d'images en mouvement bénéficie d'une protection matérielle satisfaisante contre les atteintes du temps et de l'environnement".
La FCAFF, fédération des cinémathèques et archives de films de France, est composée de 19 cinémathèques régionales qui œuvrent à la collecte, la conservation et la restauration du patrimoine cinématographique.

## Mission et fonds
Les premiers principes de conservation des films dans une perspective à long terme sont établis dans les années 1930. En effet, les pionniers de l’industrie cinématographique n’avaient que rarement pris le soin de préserver leurs propres œuvres dont ils doutaient de la valeur pour les générations futures. Il est estimé en 2013 que 70 % des films muets américains ont disparu à tout jamais.
Les cinémathèques visent à conserver les œuvres cinématographiques, veillant à placer leurs collections dans un environnement idéal (température et humidité contrôlées). Dans les années 1950, elles commencent à transférer sur un support plus stable certains films sur pellicule en nitrate, très inflammable.
Les cinémathèques travaillent également à la restauration des œuvres ayant subi les ravages du temps. Cela demande parfois un effort mondial, pendant lequel des cinémathèques et d’autres institutions collaborent au recensement de toutes les versions d’une même œuvre. Elles rassemblent les meilleures copies pour arriver à une restauration optimale.
La diffusion de leur collection, sur place ou ailleurs, fait partie de la mission des cinémathèques. Elles font appel à la numérisation dans les années 1980. Sans être la solution idéale pour la conservation à long terme, celle-ci sert à la restauration des films et à leur diffusion auprès d’un vaste public.
Les cinémathèques conservent et donnent accès à des films, sur support argentique, analogique et numérique, et à des documents d'autres nature : affiches, photographies, ouvrages, périodiques, pressbooks, dessins, appareils, costumes, décors...

## Cinémathèques par pays
Pour la France, la liste est la plus exhaustive possible. La liste des cinémathèques régionales en France est consultable sur le site de la FCAFF.
France
- Cinémathèques membres de la FIAF :
  - Centre national du cinéma et de l'image animée - Direction du patrimoine cinématographique, Paris / Bois d'Arcy
  - Cinémathèque de Nice
  - Cinémathèque de Toulouse
  - Cinémathèque française, Paris
- Cinémathèques régionales :
  - Archives Audiovisuelles de la Principauté de Monaco (1997)
  - CICLIC l'agence régionale du Centre-Val de Loire pour le livre, l'image et la culture numérique
  - Cinémathèque de Bretagne
  - Cinémathèque de Corse
  - Cinémathèque Gnidzaz-Martigues (2011)
  - Cinémathèque de Grenoble
  - Cinémathèque de Marseille (1975)
  - Cinémathèque de Nice (1976)
  - Cinémathèque de Nouvelle-Aquitaine (2009)
  - Cinémathèque de Saint-Étienne (1922)
  - Cinémathèques des Pays de Savoie et de l'Ain
  - Cinémathèque du Nord et du Pas-de-Calais
  - Cinémathèque régionale de Bourgogne Jean-Douchet
  - Cinémathèque Robert-Lynen
  - Image'Est - Archives photographiques, cinématographiques et audiovisuelles en Grand Est
  - Institut Jean-Vigo
  - Pôle Image Haute-Normandie (1986)
  - Mémoire des Images Réanimées d'Alsace (2006)
- Cinémathèques thématiques :
  - Cinémathèque Afrique (1961)
  - Cinémathèque centrale de l'enseignement public (1920)
  - Cinémathèque de la Danse
  - Cinémathèque d'images de montagne
  - Cinémathèque du documentaire
  - Cinémathèque du ministère de l’Agriculture et de la Pêche (1923)
  - Cinémathèque Universitaire (1973)
  - Ciné-Archives (1998)
  - Établissement de communication et de production audiovisuelle de la Défense

Pour les autres pays sont mentionnées les institutions principales. La liste des institutions membres de la FIAF est consultable sur leur site.
- Afrique du Sud
  - South African National Film, Video and Sound Archives, Pretoria
- Algérie
  - Cinémathèque d'Alger
- Allemagne
  - Bundesarchiv (Filmarchiv des Bundesarchivs), Berlin
  - Deutsche Kinemathek / Museum für Film und Fernsehen, Berlin
  - Deutsches Filminstitut & Filmmuseum, Francfort-sur-le-Main
  - Filmmuseum Düsseldorf
  - Filmmuseum München, Munich
  - Fondation Friedrich Wilhelm Murnau, Wiesbaden
- Argentine
  - Fundacion Cinemateca Argentina, Buenos Aires
- Australie
  - National Film and Sound Archiv, Canberra
- Autriche
  - Filmarchiv Austria, Vienne
  - Österreichisches Filmmuseum, Vienne
- Bangladesh
  - Bangladesh Film Archiv, Dacca
- Belgique
  - Cinémathèque royale de Belgique (1938)
  - La Cinémathèque du ministère de la communauté française de Belgique
- Brésil
  - Cinemateca Brasileira, Sao Paulo
- Bulgarie
  - Bulgarska Nacionalna Filmoteka, Sofia

- Burkina Faso
  - Cinémathèque africaine de Ouagadougou
  - La Cinémathèque africaine de Ouagadougou a été fondée en 1989 par Ardiouma Soma, à l'occasion de la commémoration du 20e anniversaire du FESPACO. Auparavant, la Fédération panafricaine des cinéastes avait décidé dès 1973, de constituer un stock de films africains au Burkina Faso. L'idée fera son chemin au fil des congrès et des rencontres professionnelles des cinéastes africains pour aboutir à la naissance de la cinémathèque africaine dont l'exécution et la gestion sont confiées au Secrétariat Général Permanent du FESPACO. Les films et documents stockés à la cinémathèque ont subi de graves détériorations lors du déluge du 1er septembre 2009.

- Canada
  - La Cinémathèque québécoise, Montréal
  - Tiff Film Reference Library, Toronto

- Chili
  - Cineteca Nacional de Chile, Santiago
- Chine
  - China Film Archive, Pékin
  - Archives du film de Hong Kong, Hong Kong
- Colombie
  - Fundacion patrimonio filmico colombiano, Bogota
- Corée du Nord
  - National Film Archive of DPRK, Pyongyang
- Corée du Sud
  - Archives du film coréen, Séoul
- Cuba
  - Cinemateca de Cuba, La Havane
- Danemark
  - The Danish Film Institute, Copenhague
- Espagne
  - Filmoteca de catalunya, Barcelone
  - Filmoteca Española, Madrid
  - Filmoteca Valenciana, Valence
  - Cinémathèque d'Andalousie, Cordoue
- États-Unis
  - Academy Film Archive, Los Angeles
  - American Film Institute
  - Anthology Film Archives
  - George Eastman Museum, Rochester
  - Harvard Film Archiv, Cambridge
  - Library of Congress - National audio-visual conservation center, Washington / Culpeper
  - The Museum of Modern Art - Department of Film, New York
  - UCLA Film and Television Archive, Los Angeles
  - Berkeley Art Museum and Pacific Film Archive
- Finlande
  - National Audiovisuel Institute, Helsinki
- Grèce
  - Tainiothiki tis ellados / Greek Film Archive
- Hongrie
  - Hungarian National Film Archive, Budapest
- Indonésie
  - Sinematek Indonesia, Jakarta
- Iran
  - National Film Archive of Iran, Téhéran
- Irlande
  - Irish Film Institute, Dublin
- Islande
  - Kvikmyndasafn Islands, Reykjavik
- Israël
  - Cinémathèque de Jérusalem
  - Steven Spielberg Jewish Film Archive, Jérusalem
  - Cinémathèque de Tel Aviv
- Italie
  - Cineteca di Bologna, Bologne
  - Cineteca Nazionale, Rome
  - La Cineteca del Friuli, Gemona del Friuli
  - Museo Nazionale del Cinema - Fondazione Maria Adriana Prolo, Turin

- Japon
  - National Film Archive of Japan, Tokyo
- Luxembourg
  - Cinémathèque de la Ville de Luxembourg
- Maroc
  - Cinémathèque marocaine, Rabat
  - Cinémathèque de Tanger
- Mexique
  - Cineteca Nacional, Mexico
- Norvège
  - The National Library of Norway - Film and Broadcasting, Oslo
  - Norsk filminstitutt
- Pays-Bas
  - EYE Film Instituut Nederland, Amsterdam
- Pérou
  - Filmoteca de la Pontificia Universidad Catolica del Peru, Lima
- Pologne
  - Cinémathèque nationale de Pologne, Varsovie
- Portugal
  - Cinemateca Portuguesa / Museu do Cinema, Lisbonne

- République tchèque
  - Národní Filmový Archiv, Prague
- Royaume-Uni
  - British Film Institute, Londres
  - National Library of Scotland - Moving Image Archive, Glasgow
  - National Library of Wales - Screen and sound archives, Aberystwyth

- Roumanie
  - Arhiva Nationala de Filme, Bucarest
- Russie
  - Gosfilmofond of Russia, Moscou
- Serbie
  - Jugoslovenska Kinoteka, Belgrade
- Slovaquie
  - Slovak Film Institute, Bratislava
- Slovénie
  - Slovenska Kinoteca, Ljubljana
- Suède
  - Svenska Filminstitutet, Stockholm
- Suisse
  - Cinémathèque suisse, Lausanne
  - Cinémathèque de Berne
- Taïwan
  - Taïwan Film Institute, Taipei
- Thaïlande
  - Archives du film thaïlandais, Bangkok
- Turquie
  - Turkish Film & TV Institute, Istanbul
- Ukraine
  - Oleksandr Dovzhenko National Centre, Kiev
- Uruguay
  - Cinemateca Uruguaya, Montevideo
- Viêt Nam
  - Vietnam Film Institute, Hanoï
- Venezuela
  - Cinémathèque nationale du Venezuela, Caracas

Par extension, on parle de cinémathèque pour désigner une collection de films.[réf. nécessaire]